# Sebastian Pawlik
Sebastian Damian Pawlik (ur. 15 lipca 1982) – polski siatkarz i trener. Od 2024 roku jest trenerem reprezentacji Polski juniorów.
W czwartej klasie trafił do klasy sportowej w Szkole Podstawowej nr 12 w Tomaszowie Mazowieckim. Jego pierwszym trenerem siatkówki była Małgorzata Włosek, która zaraziła jego do tej dyscypliny. W Tomaszowie ukończył I Liceum Ogólnokształcące im. Jarosława Dąbrowskiego. Następnie rozpoczął studia na AWF w Białej Podlaskiej i tam był zawodnikiem w II i III lidze. Skończył studia i zdobył uprawnienia trenerskie. Wrócił do Tomaszowa, gdzie grał przez rok w klubie Viking, a następnie w KS Lechii Tomaszów Mazowiecki, którą wprowadził do II ligi.
Już jako siatkarz pracował z grupami młodzieżowymi. Trenował w Spale, a chcąc się rozwijać, przyjeżdżał wcześniej i podpatrywał trenerów z SMS-u.
Obecnie jest członkiem Europejskiej Komisji Trenerskiej (ECOC).

## Sukcesy reprezentacyjne

### Jako asystent trenera
Europejski Festiwal Młodzieży:
- 2013

Mistrzostwa Europy Kadetów:
- 2013
- 5. miejsce 2017
- 8. miejsce 2022

Mistrzostwa Świata Kadetów:
- 2013
- 17. miejsce 2017

Mistrzostwa Świata:
- 2018[12]

Liga Narodów:
- 2021
- 2019

Mistrzostwa Europy:
- 2019, 2021

Puchar Świata:
- 2019

Mistrzostwa Europy Juniorów:
- 2022[13]

### jako I trener
Europejski Festiwal Młodzieży:
- 2015

Mistrzostwa Europy Kadetów:
- 2015[14]

Mistrzostwa Świata Kadetów:
- 2015[15]

Mistrzostwa Europy Juniorów:
- 2016[16]
- 7. miejsce 2020[17]

Mistrzostwa Świata Juniorów:
- 2017[18]

Mistrzostwa Europy Wschodniej (EEVZA) Kadetów:
- 2018[19]